# Opisthoteuthidae
Famille
Les Opisthoteuthidés, Opisthoteuthidae, sont une famille de céphalopodes octopodes vivant dans les abysses.

## Espèces
Selon World Register of Marine Species (29 janvier 2016) :
- genre Cryptoteuthis Collins, 2004 -- 1 espèce ;
- genre Grimpoteuthis Robson, 1932 -- 14 espèces ;
- genre Luteuthis O'Shea, 1999 -- 2 espèces ;
- genre Opisthoteuthis Verrill, 1883 -- 20 espèces.

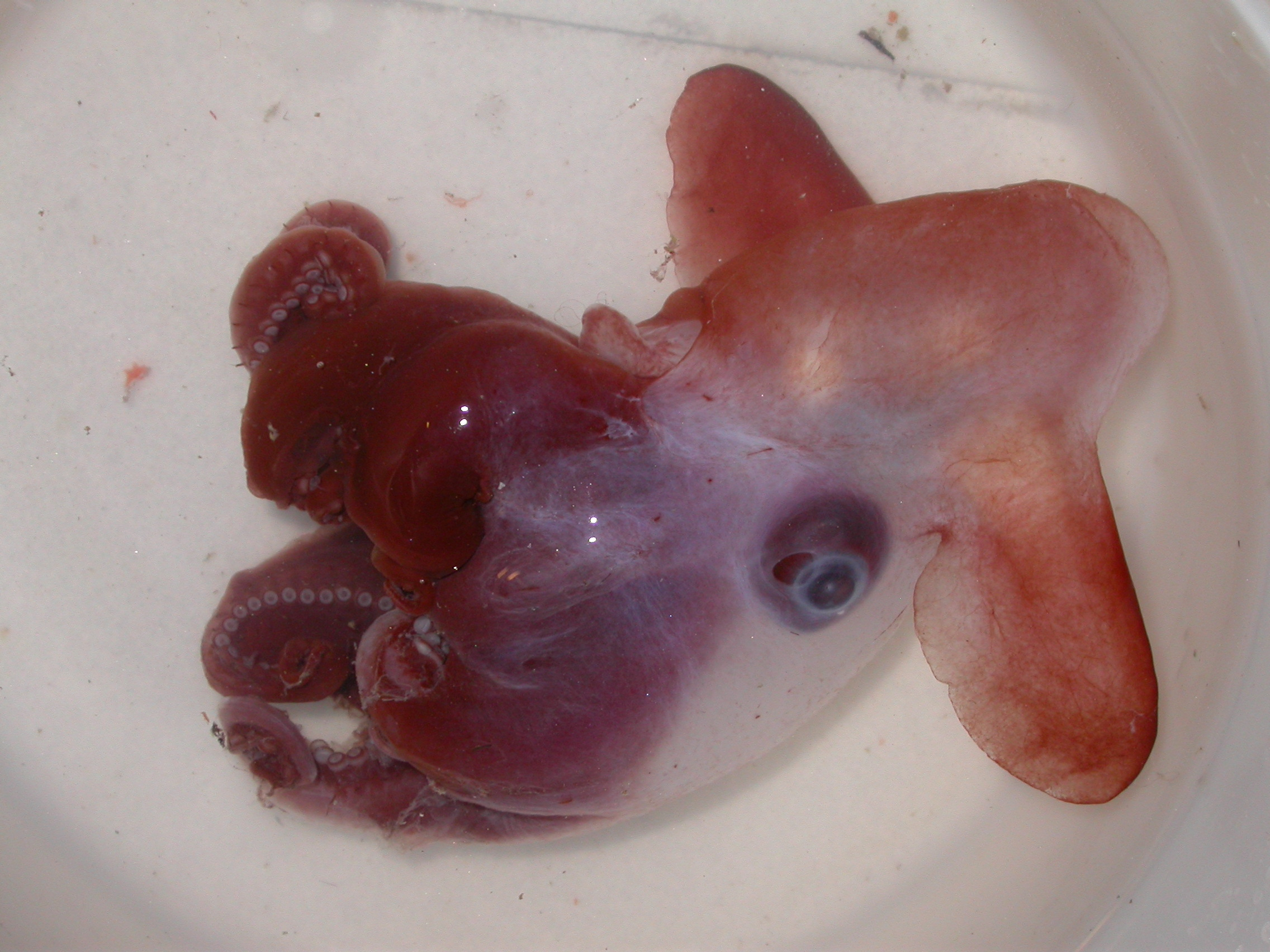
Grimpoteuthis discoveryi
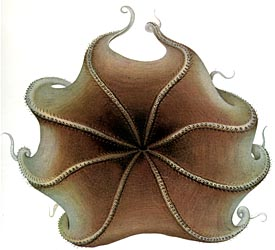
Opisthoteuthis extensa
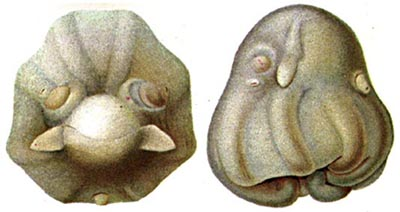
Opisthoteuthis medusoides